# Ruggero Gerlin
Ruggero Gerlin (Venezia, 5 gennaio 1899 – Parigi, 17 giugno 1983) è stato un clavicembalista, pianista e compositore italiano.
Fin da bambino manifesta una spiccata predisposizione e passione per la musica.
Si diploma brillantemente al conservatorio di Milano, sotto la guida dell'insigne Maestra Erminia Foltran Carpenè, allieva di Buonamici e di Busoni e fondatrice della scuola pianistica di Conegliano.
Dopo il diploma di pianoforte, Ruggero studiò clavicembalo in Francia, a Parigi sotto una delle più grandi clavicembaliste del mondo: Wanda Landowska. L'approccio con Wanda Landowska fu decisamente importante per la carriera di Ruggero. Effettuò con Wanda Landowska numerose tournée in tutta Europa, suonando come solista, a due clavicembali e a due pianoforti.
In seguito, Ruggero Gerlin suona come solista nell'Orchestra Sinfonica di Parigi, nell'Orchestra Filarmonica di Madrid, di Roma, di Bruxelles, di Ginevra, di Napoli, di Milano e nell'Orchestra di Musica da camera di Londra.
Incontra illustri personalità del mondo della musica e compone numerosi pezzi per pianoforte e clavicembalo. Numerosissimi sono i suoi concerti. Con il passare degli anni Ruggero Gerlin acquista una fama internazionale.
Ruggero Gerlin ha insegnato come professore di clavicembalo al conservatorio di Musica di Parigi, di Napoli e all'Accademia Chigiana di Siena.
Ha registrato una collezione di dischi per le seguenti case discografiche: Pathè, Anthologie Sonore, Lumen e per Columbia (Milano) e M. I.A. (Musica Italiana) Milano.
Nel 1949 ha ottenuto il Gran Premio del Disco e altri importanti riconoscimenti. Nei suoi anni di insegnamento ha avuto numerosi allievi tra cui Kenneth Gilbert e Blandine Verlet.
Si spegne a Parigi nel 1983 all'età di 84 anni.